# Lacanobia diniensis
Lacanobia diniensis là một loài bướm đêm trong họ Noctuidae.